# Василијевић
Василијевић је српско презиме, патроним настао од имена Василије.

## Географска распрострањеност
Од 2014. године 94,0% свих познатих носилаца презимена Василијевић били су становници Србије (учесталост 1:4.198) и 5,4% Црне Горе (учесталост 1:6.426).
У Србији је учесталост презимена била већа од републичког просека (1:4.198) у следећим окрузима:
- 1. Моравички округ (1:425)
- 2. Златиборски округ (1:978)
- 3. Расински округ (1:1,209)
- 4. Зајечарски округ (1:1,313)
- 5. Поморавски округ (1:1,795)
- 6. Шумадијски округ (1:1.927)

## Људи
- Горан Василијевић (рођен 1965), српски фудбалер